# 대님
대님은 한복 바지를 묶는 일종의 끈을 말하는 용어이다. 대님은 겨울철의 부목 구실과 밖의 찬 기운을 막아줄뿐더러 몸의 기운이 밑으로 빠져나가는 것을 막고, 땅 위의 음기가 들어오지 못하도록 하는 구실을 한다고 볼 수 있다. 바지의 대님은 옷이 불룩해지거나 봉긋해지는 것을 잡아 주어 단정해 보이게 해주는 역할을 하며 한편으로는 지압의 역할을 하기도 한다. 발목에는 신장과 연결된 '부류'라는 혈이 있는데 이 부위를 눌러줘 건강을 지켜준다.
대님은 바지 아랫단에 리본처럼 묶어 주는 형태를 띠는데 남자 바지에서는 대님이 중요한 역할을 함과 동시에 묶기 난해한 경우도 있다. 우선 바짓단을 복사뼈 안쪽으로 맞춰 잡아 당긴 뒤에 대님을 가져와 끈을 묶어 한 번 감싼다. 이 때 바깥쪽에서 한 번 감은 뒤 다시 두 번 돌려 복사뼈 안쪽 위에 바로 오도록 한다.
대님은 자주 입지 않는 한복에서 묶기가 난해한 경우가 많아 요즘의 생활 한복에는 그 디자인을 단추로 하여 더 쉽게 하는 경우도 있다.